# Embalse de La Florida
El embalse de La Florida, también conocido como embalse de Pilotuerto, es un embalse español situado en el centro - occidente del Principado de Asturias, sobre el cauce del río Narcea. Fue inaugurado en el año 1952 y tiene una capacidad de 0,75 hm³. Junto con el embalse de La Barca, situado aguas abajo, constituye el único aprovechamiento hidroeléctrico del Narcea a gran escala.
Su presa es de gravedad y tiene 19 metros de altura. Está situada en el concejo de Tineo, al igual que toda la superficie del embalse (18,40 ha). La carretera AS-15 discurre por las cercanías de la presa.
Su aprovechamiento es exclusivamente hidroeléctrico, abasteciendo a la Central hidroeléctrica de La Florida, propiedad de HC Energía.

## Central hidroeléctrica de La Florida
La central de La Florida se encuentra en las inmediaciones del embalse del mismo nombre. Fue puesta en funcionamiento en 1952 por Hidroeléctrica del Cantábrico, hoy HC Energía, y entonces contaba con dos grupos, de 1,8 MW cada uno. En 1960, entró en servicio un tercer grupo, de 4 MW, lo que supone una potencia total de la central de 7,6 MW.
Dispone de dos turbinas tipo Francis vertical y una tipo Kaplan que pueden desalojar un caudal de hasta 30 m³/s.
En año medio, produce una energía de 32,1 GWh.